# Ладера Хајтс (Калифорнија)
Ладера Хајтс (енгл. Ladera Heights) насељено је место без административног статуса у америчкој савезној држави Калифорнија.

## Демографија
По попису из 2010. године број становника је 6.498, што је 70 (-1,1%) становника мање него 2000. године.
| Група             | 2000.         | 2010.         |
| Белци             | 1.227 (18,7%) | 863 (13,3%)   |
| Афроамериканци    | 4.647 (70,8%) | 4.786 (73,7%) |
| Азијати           | 190 (2,9%)    | 231 (3,6%)    |
| Хиспаноамериканци | 222 (3,4%)    | 355 (5,5%)    |
| Укупно            | 6.568         | 6.498         |